# Jasminum
Al género Jasminum pertenecen alrededor de doscientas especies de plantas, que reciben el nombre común de jazmín. Son oriundas de las regiones tropicales y subtropicales de Eurafrasia y ampliamente cultivadas. Crecen como arbustos y otras como trepadoras sobre otras plantas o guiadas sobre estructuras.

## Descripción
Plantas de porte arbustivo o trepador perennifolias, caducifolias o semicaducifolias. Los tallos son cuadrangulares, de color verde o grisáceo, profusamente ramificados. Hojas dispuestas de forma alterna u opuesta; pueden ser trifoliadas o imparipinnadas. Las inflorescencias son racimosas, normalmente surgen de las axilas de las hojas.

### Flor
Las flores, comúnmente blancas –si bien hay algunas especies amarillas y rojizas–, son hermafroditas. Tienen un cáliz tubular, con cinco pétalos y dos estambres unidos al tubo de la corola con anteras amarillas. 
El jazmín es una planta de flor nocturna, esto es, la flor del jazmín se abre al anochecer y se cierra al amanecer, por lo que solo permanece abierta durante la noche. En este tiempo exhala una fragancia muy intensa que se percibe como un aroma dulce.
Los frutos son bayas de color negro al madurar con 1 a 4 semillas.

## Usos y cultivo
Estas plantas se cultivan principalmente por sus flores, en el jardín, como planta de interior o para flor cortada. En Málaga (Andalucía) son muy apreciadas, se recogen dos horas antes de abrirse el capullo para confeccionar biznagas.
Es uno de los ingredientes para la preparación del Té de jazmín.
En aromaterapia, se emplean como un afrodisíaco, analgésico y antidepresivo, así como un relajante muscular y promueve el sueño.

### Cultivo
Necesitan luz en abundancia, sobre todo si están en el interior; en el exterior pueden estar a pleno sol o semisombra.
Algunas especies son más resistentes al frío que otras pero, en general, soportan mal las heladas.
Crecen bien en diferentes tipos de suelo, siempre que sean ricos y bien drenados. Necesitan riegos regulares aunque también son más abundantes en la estación calurosa.

## Etimología
Del árabe hispánico yas[a]mín, a su vez del árabe clásico yāsamīn y este del pelvi yāsaman, "regalo de Dios".